# 930 هـ
930 هـ هي سنة في التقويم الهجري امتدت مقابلةً في التقويم الميلادي بين سنتي 1523 و1524.

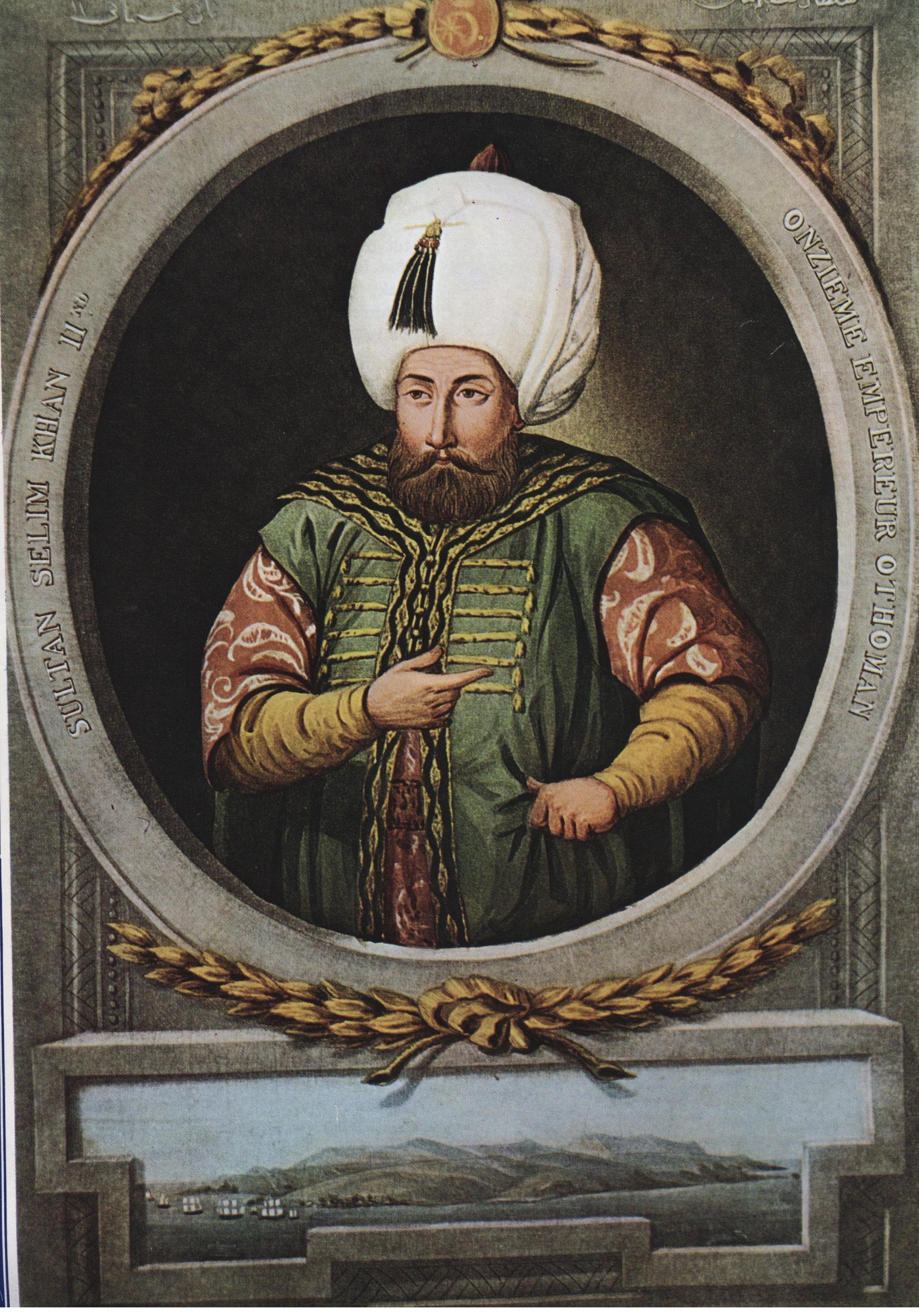
سليم الثاني

## مواليد
- محمد جعفر بن محمد ميران
- سليم الثاني

## وفيات
- إسماعيل الصفوي
- ابن إياس